# スピーチライター
スピーチライター（英: speechwriter）は、演説（スピーチ）をする本人に代わってその原稿を執筆する人物、またはその職業である。スピーチライターの作成する原稿は多岐にわたる。政治家が話すスピーチだけではなく、企業や団体の役員などが話す冠婚葬祭の挨拶、各種行事における挨拶などもある。
「スピーチ代筆業」と称している事業者も多数存在するが、実質的にはスピーチライターの仕事を行っており、スピーチライターはある一定の業界を形成しているといえる存在である。

## スピーチライターの仕事
スピーチライターの基本的な仕事は「スピーチ原稿の作成」である。話し方の指導を行うのはスピーチトレーナー（Public speaking coach）という別の職種であり、この二つは主に欧米諸国で違う専門職として認識されている。この事実はTwitter上のリスト で確認することが可能であり、それぞれプロフィールにスピーチライターとスピーチトレーナー（Public speaking coach）と明記している世界のビジネスパーソンが数百人ずつリストアップされている。
Wikipedia 英語版のスピーチライターに関する記事においても、いわゆるパブリックスピーチに関連するスキルが求められるという記述は存在しない。すなわち、同職はあくまでも言葉のプロであり、上記の英語版の記事の中においても、著名なスピーチライターはライティングのスキルを提供している人物のみが紹介されている。
さらにオンライン上のネット百科事典サイトであるジャパンナレッジ内で「スピーチライター」と検索した結果表示される同職の定義（imidas、デジタル大辞泉、ランダムハウス英和、現代用語の基礎知識、プログレッシブ英和）においても、パブリックスピーチならびにスピーチトレーナー（Public speaking coach）に関する記述は認められない。
以上確認できるように、同職はあくまでも「原稿作成に特化した専門職」であることは客観的な事実に照らして明白である。

## 歴史
スピーチライターの登場は、民主主義国家の確立によって国家政策にスピーチが必要になってきてからである。つまり、膨大な量のスピーチを通して世論を形成しなければいけなくなったのである。アメリカでは特に1920年代以降、大統領の定期的な記者会見が開始され、ラジオ放送の普及と共にスピーチの重要性が向上した。1921年にジャーナリストのジャッドソン・ウェリヴァー (Judson Welliver) が文章担当秘書官として登用されたのがスピーチライターのはじまりとされる。当初、スピーチライターの存在はゴーストライターということで秘匿されてきた。しかし、ジョン・F・ケネディ大統領のスピーチライターを務めていたセオドア・C・ソレンセンの活躍が大々的に報道されたことでスピーチライターの存在が公的になる。ソレンセンはケネディの大統領就任演説起草者として知られるようになった。その後も、ホワイトハウスにはスピーチライターの存在がなくてはならないものとなる。
最近では、2008年にバラク・オバマの大統領就任演説を執筆したジョン・ファブローが注目を集めている。

## 日本での事例
日本では、官僚や秘書官などが政治家に代わり演説原稿を執筆してきた。小説を発表していた三島由紀夫は大蔵省に入省してすぐに文章力を期待され、大蔵大臣である栗栖赳夫の演説原稿を書く仕事を任された。また池田勇人の秘書であった伊藤昌哉は、池田勇人首相による浅沼稲次郎追悼演説（1960年）の執筆者として知られる。
2009年には、内閣総理大臣の鳩山由紀夫のスピーチライターとして松井孝治と平田オリザが起用されたことが話題となった。その後も、菅直人や野田佳彦のスピーチライターとして下村健一が、安倍晋三のスピーチライターとして谷口智彦が起用されている。特に谷口は、「バイ マイ アベノミクス」や「汚染水は完全にブロックされた」といった注目度の高いメッセージを生み出した。
岸田文雄は総理就任後、総理大臣秘書官に起用した荒井勝喜がスピーチライターを担当している。荒井は「普通の感覚」を捉えるため、周囲の人間やネット上の意見など幅広い情報から世相を把握しようとしているとされる。
企業の経営者等の民間人に対しても、「多忙なためスピーチの原稿を考える時間がない」「自らの考えを正確に言語化するのが難しい」などのニーズに応じる形でライターが文章作成を請け負う事例が存在している。
ライター自身がランディングページを運営し集客。
クラウドソーシングサービスにスピーチライターとしての業務を行っている旨を明記している。
さらにSNSにおいて自らがスピーチライターであることを表明している。
等の事例がウェブ上において確認できる。

## 特定の政治家のスピーチライターとして著名な人物

### アメリカ
- ジョン・ファヴロー (スピーチライター)
- セオドア・C・ソレンセン
- ダニエル・ピンク
- スティーブン・ミラー
- ピーター・ティール

### 日本
- 伊田光寛
- 下村健一
- 谷口智彦
- 松井孝治